# سیتاکوندا
سیتاکوندا (به لاتین: Sitakunda) یک منطقهٔ مسکونی در بنگلادش است که در ناحیه چیتاگونگ واقع شده‌است. سیتاکوندا ۴٬۸۹۳٫۹۷ کیلومتر مربع مساحت و ۳۳۵٬۱۷۸ نفر جمعیت دارد.